# Cintia Montagut Pérez
Cintia Montagut Pérez (Port de Sagunt, Camp de Morvedre, 16 d'abril de 1998) és una futbolista valenciana, que ha jugat al València Club de Futbol i juga com a defensa lateral a la Fundación Albacete.
Aficionada del València CF, jugava a l'equip de futbol de Canet d'en Berenguer fins que en 2012 l'equip merengot la va fitxar per a les seues categories inferiors. Per aquelles dates ja havia debutat amb la selecció valenciana. Amb la selecció espanyola ha estat subcampiona del món sots-17 al mundial de Costa Rica (2014), i campiona a l'Europeu d'Islàndia (2015).